# Polizei (Film)
Polizei ist eine 1988 in Deutschland entstandene türkische Filmkomödie von Hüseyin Kuzu (Drehbuch) und Şerif Gören (Regie). In der Hauptrolle der Köpenickiade ist Kemal Sunal als türkischer Gastarbeiter in Deutschland zu sehen.

## Inhalt
Der sympathische Berliner Straßenkehrer Ali Ekber, ein Einwanderer aus der Türkei, ist großer Freund der Schauspielkunst und träumt davon, selbst Schauspieler zu sein. Irgendwann schließt er sich einer der zahlreichen migrantischen Amateurschauspielgruppen der Stadt an, um sich diesem Traum wenigstens ein bisschen zu nähern. Als Ali dort einen Polizisten spielen soll, geht er in dieser Rolle geradezu auf, so sehr, dass er sein Kostüm auch auf dem Nachhauseweg anbehält. Als ihm der Staatsbeamte auch in der Öffentlichkeit abgenommen wird, führt dies zu einer Reihe turbulenter Situationen und Ali mag sich gar nicht mehr von seiner Rolle lösen; in seinem Wohnblock wird er zum Vermittler zwischen deutschen und türkischen Mitbürgern. Letztere bringen dem merkwürdigen Polizisten bald übertriebenen Respekt entgegen und versuchen ihn sich mit kleinen Präsenten warm zu halten.

## Hintergrund
Kemal Sunal war zur Entstehungszeit von Polizei einer der beliebtesten Filmkomiker der Türkei. Komödien oder zumindest Filme mit humorvollem Blick auf die sogenannten „Deutschländer“ gab es in der Türkei schon zuvor, z. B. Gurbetçi Şaban (1985) von Kartal Tibet oder Dönüş (1972). Das deutsche Kino kannte Einwandererkomödien dagegen lange Zeit überhaupt nicht. In Deutschland hatte der Film, der Ende der 1980er erfolgreich im türkischen Kino lief, dann auch erst acht Jahre später im Zweiten Deutschen Fernsehen Premiere – in einer um fast zehn Minuten gekürzten Fassung.
Noch ein Jahrzehnt später schöpft einer der inzwischen in Deutschland tatsächlich diensttuenden türkischstämmigen Polizisten, der Berliner Murat Topal, zum Teil aus ähnlichen Erfahrungen wie der Filmheld und entwickelt ein erfolgreiches Comedy-Programm.

## Kritik
„Durch das ironische Rollenspiel eröffnen sich Perspektiven, die über den sozialen Realismus anderer Migrantenfilme jener Jahre hinausreichen und eindeutige Zuordnungen von ethnischer und kultureller Identität karnevalistisch unterlaufen.“

„Die türkische "Köpenickiade" versteht sich als Plädoyer für die Völkerverständigung, vertut viele Chancen jedoch durch die fahrige Inszenierung.“